# Merck & Co.
Merck & Co., Inc. (poza Stanami Zjednoczonymi i Kanadą wyłącznie Merck Sharp & Dohme lub MSD) – koncern farmaceutyczny z siedzibą w USA.

## Historia
Założony został w 1891 roku jako spółka zależna niemieckiego Merck KGaA. Razem z wieloma innymi niemieckimi aktywami w Stanach spółka została skonfiskowana w 1917 roku i stała się niezależnym przedsiębiorstwem. W 1953 roku połączyła się z producentem i dystrybutorem leków Sharp & Dohme.
Korporacja stała się jedną z siedmiu największych przedsiębiorstw farmaceutycznych zarówno pod względem obrotów, jak i kapitału. Spółka publiczna, od 15 maja 1946 roku notowana na nowojorskiej giełdzie, wchodzi w skład indeksu Dow Jones Industrial 30.
Osiągnięciami laboratoriów MSD jest, między innymi, uzyskanie w latach 30. XX wieku streptomycyny i opracowanie dekadę później sposobu masowej produkcji penicyliny.

## Polska
W Polsce przedsiębiorstwo działa przez spółkę-córkę MSD Polska Sp. z o.o..